# Zaprudziany
Zaprudziany (biał. Запрудзяны; ros. Запрудяны) – wieś na Białorusi, w obwodzie grodzieńskim, w rejonie werenowskim, w sielsowiecie Misiewicze.
W dwudziestoleciu międzywojennym leżały w Polsce, w województwie nowogródzkim, w powiecie lidzkim, w gminie Zabłoć. Po II wojnie światowej w granicach Związku Sowieckiego. Od 1991 w niepodległej Białorusi.